# Anthicus luteicornis
Anthicus luteicornis – gatunek chrząszcza z rodziny nakwiatkowatych i podrodziny Anthicinae.
Gatunek ten został opisany po raz pierwszy w 1842 roku przez W.L.E. Schmidta.
Chrząszcz o ciele długości od 1,8 do 2,8 mm, niezbyt gęsto porośniętym delikatnym, trochę podniesionym owłosieniem. Ubarwienie ma ciemnobrunatne z żółtobrunatnymi głaszczkami, czułkami i odnóżami, choć uda bywają przyciemnione. Punktowanie kwadratowej w zarysie głowy jest mniej gęste niż u A. sellatus, ale na skroniach odległości między punktami niemal równe są ich średnicy. Na przedzie głowy znajduje się podłużny, wypukły guz sięgający środkowej części czoła. Długości trzech przedostatnich członów czułków są większe niż jego szerokości. Odległości między punktami na przedpleczu i pokrywach są mniejsze niż ich średnice. Zarys pokryw jest wysmuklony, najszerszy w tylnej ⅓ długości.
Owad ten zasiedla drobnoziarniste żwirowiska na pobrzeżach wód, w korytach potoków i żwirowniach. Częstszy na terenach podgórskich. Postacie dorosłe spotyka się od lutego do listopada wśród żwiru i napływek.
Gatunek palearktyczny, w Europie znany z Portugalii, Francji, Holandii, Niemiec, Szwajcarii, Austrii, północnych Włoch, Polski, Czech, Słowacji, Chorwacji i Albanii. Niepewne doniesienia pochodzą z Hiszpanii, Ukrainy i Bułgarii. W Polsce jest owadem bardzo rzadkim, znanym z pojedynczych stanowisk: w XIX i XX wieku odnotowany został w Warszawie, Jurze Krakowsko-Częstochowska, Bielinku nad Odrą i Beskidach Zachodnich, a w XXI wieku tylko na Pojezierzu Mazurskim.